# John Gebruers
Joannes Theodorus (John)  Gebruers (Antwerpen, 28 februari 1898 – aldaar, 27 februari 1978) was een Belgisch organist en beiaardier. Hij is zoon van fabriekswerker Adrianus Gebruers en Maria Catharina Jacobs. John Gebruers ligt begraven op Schoonselhof. Broer Staf Gebruers was eveneens organist.
Hij kreeg zijn lessen aan de beiaardschool in Mechelen. Hij studeerde er in de periode 1924-1927. Hij kon al tijdens zijn studie vanaf 1925 definitief aan de slag als de organist van de Onze-Lieve-Vrouwekathedraal en beiaardier van de Sint-Catharinakerk in de wijk Kiel. Hij zou het orgel bespelen tot 1968 en was daarmee sinds 1740 de langst spelende organist van het orgel (gegevens 1983). In 1945 combineerde hij dat met het stadsbeiaardierschap, nadat hij al vanaf 1925 assistent-stadsbeiaardier was. Bovendien trad hij op als organist in een veeltal kerken in Nederland, België, maar zat ook in Cobh (zijn broer werkte daar) weleens achter het orgel. In 1959 bespeelde hij het toen vanwege het Hemonyjaar (François was 350 jaar geleden geboren) gerestaureerde klokkenspel van de Munttoren in Amsterdam. In 1968 moest hij bijna al zijn werkzaamheden beëindigen in verband met een zeer matige gezondheid.
Naast het orgelspel was hij ook voorzitter van de Bond van Oudleerlingen van de Beiaardschool van Mechelen.
Van zijn hand verscheen ook een beperkt aantal composities te weten een Preludium en een Ave Maria. Hij schreef tevens bewerkingen van andermans werken.
- International Standard Name Identifier: 0000 0000 4764 6483
- Library of Congress Control Number: no2007007509
- MusicBrainz: e66bc66a-2946-4864-9f5e-cd357f34ccbc
- Virtual International Authority File: 78548017
- WorldCat: E39PBJtH69CGymBR8jvvBVMHG3